# Jan Morawiec (wiceprezydent Łodzi)
Jan Morawiec (ur. 1931, zm. 19 kwietnia 2015) – polski działacz państwowy i sportowy, menedżer, w latach 1973–1980 wiceprezydent Łodzi, w latach 1975–1980 z urzędu wicewojewoda łódzki.

## Życiorys
Zawodowo pracował m.in. jako dyrektor Zakładów Wełniarskich w Łodzi. Od grudnia 1973 do czerwca 1980 zajmował stanowisko wiceprezydenta Łodzi. Jednocześnie w latach 1975–1980 z urzędu pełnił funkcję wicewojewody tzw. „małego” województwa łódzkiego. Jednocześnie w latach 1976–1979 był prezesem klubu piłkarskiego ŁKS Łódź.
Był żonaty, miał córki. 28 kwietnia 2015 pochowany na Cmentarzu Doły w Łodzi.